# Alliance française de Singapour
 (octobre 2019).
L'Alliance française de Singapour est un centre culturel et linguistique singapourien du réseau Alliance française.

## Historique
L'Alliance française de Singapour est créée en 1949 par Paul Clerc et par un groupe de résidents francophones de Singapour, faisant encore partie de la colonie de la Couronne.  Enregistrée comme organisation à but non lucratif, l'Alliance occupe une salle unique sur Orchard Road qui fait office de salle de classe, bibliothèque et bureau. Les projections ciné-club se passent au Hollandse Club.
En 1953, Jacques Le Mercier est envoyé de Paris pour devenir le premier directeur de l'Alliance. Jules Romain, écrivain dont le roman Les Hommes de bonne volonté est dédié à l'institution est invité par l'Alliance.
De 1954 à 1965, l'Alliance continue de croître et déménage successivement au Laidlaw Building puis à Battery Road (1956), Penang Lane (1957), 23 Chatsworth Road (1960) et 34 Scotts Road (1965). En 1961, l'Alliance est victime d'un incendie qui détruit l'intégralité de ses archives. En 1962, l'Alliance reçoit la visite du Premier ministre de Singapour Lee Kuan Yew.
En 1968, l'Alliance est présidée par Tan Sri Runme Shaw qui développe les activités culturelles dont l'organisation de la première French Film Week en 1974 qui deviendra le French Film Festival en 1976 avec l'appui de l'ambassade de France.
L'Alliance occupe un nouveau lieu au 4 Draycott Drive avec notamment seize salles de classe, une bibliothèque, un café et une librairie en 1978. En 1983, le docteur Shaw Vee Meng (neveu de Runme Shaw) prend la présidence de l'Alliance française.
En 1995, l'Alliance déménage dans ses locaux actuels de Sarkies Road, dans un nouveau bâtiment conçu par l'architecte Dominique Perrault, disposant notamment d'une salle de théâtre en plus de vingt-deux salles de classe et autres installations inhérentes à l'activité du centre.
À partir de 2009, l'Alliance dénombre plus de 5 000 membres et continue à développer l'activité culturelle et cinématographique dans les années 2010 avec les participations notables d'Eric Khoo et Juliette Binoche à divers festivals, dont le festival Voilah.
En 2017, la présidence de l'Alliance revient à Jacky Deromedi tandis que le Dr Shaw devient président émérite.

## Enseignement
Comme toutes les Alliances françaises, l'Alliance française de Singapour propose des cours de français pour adultes et enfants de tous âges et de tous niveaux. L'Alliance est le centre d'examen officiel à Singapour du DELF (diplôme d’études en langue française) et du DALF (diplôme approfondi de langue française), examens officiels de certifications internationales du ministère de l'Éducation nationale. L'Alliance compte plus de 3 500 étudiants en 2017.

## Activités et rendez-vous culturels
- La Médiathèque : plus de 17 000 livres, films et autres documents en français disponibles dans un espace dédié
- La Galerie : galerie d'exposition culturelle
- Ciné-Club et Ciné-Kid : projection de films en français dans la salle de projection de l'Alliance[12]
- French Friday : classe d'initiation au français et rencontre sociale autour d'un verre
- French Film Festival : Programmation de films récents sous l'égide de l'ambassade de France en novembre
- French Animation Film Festival : Week-end de programmation de films d'animation en mai
- International Music Day : Fête de la musique